# Le Vizir
Pour les articles homonymes, voir Vizir.
Le Vizir (1793 - 1826) était l'une des montures de guerre les plus célèbres de Napoléon Ier parmi ses 130 chevaux personnels.

## Histoire

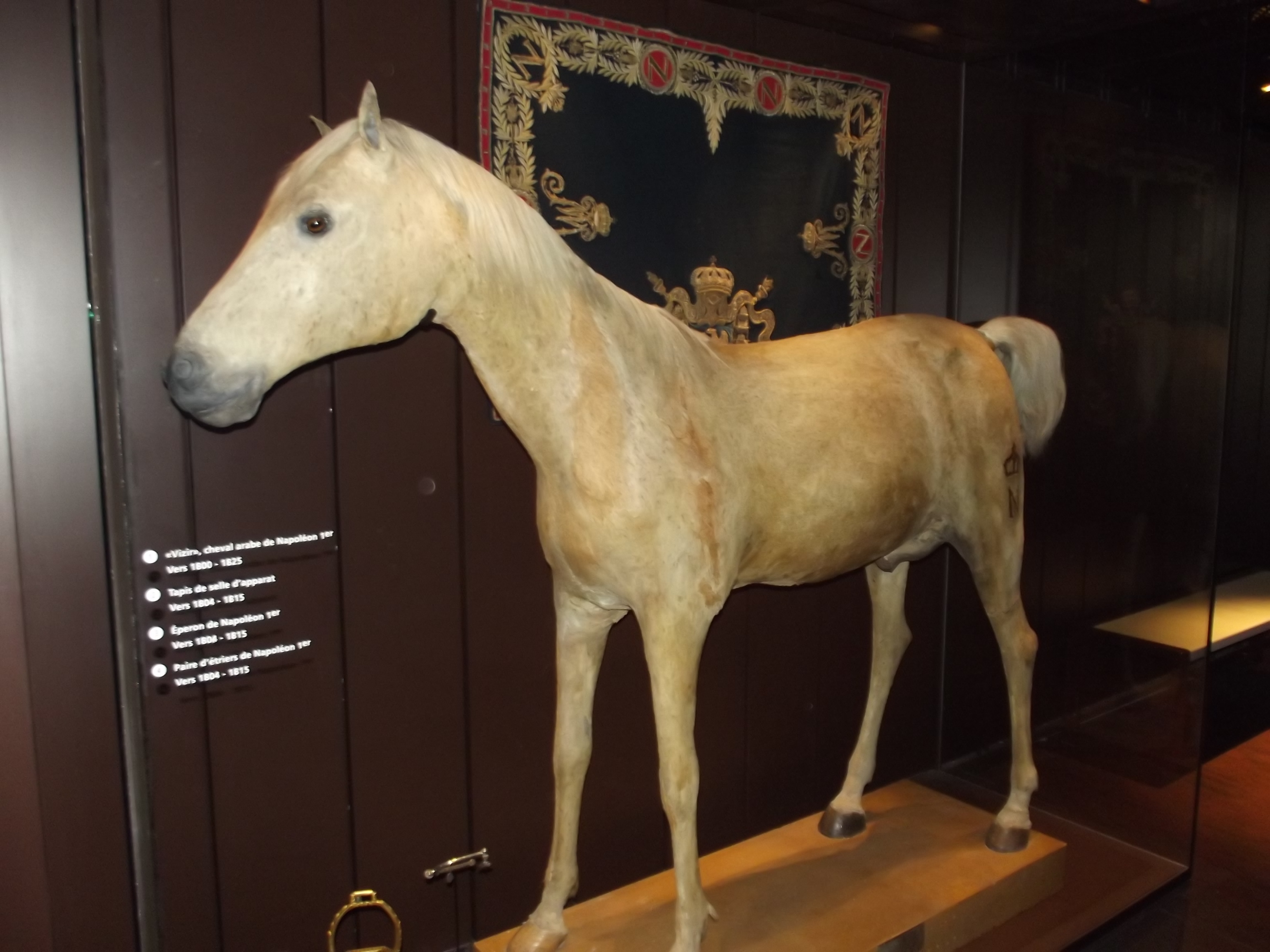
Le Vizir avant sa restauration exposé dans la partie Moderne du musée de l'Armée.

Le Vizir était un petit étalon arabe d'1,35 m au garrot, à la robe gris clair étourneau légèrement truitée. Cadeau du sultan de Turquie Sélim III à Napoléon Ier, l'Empereur le monta à partir de 1805 et l'emmena lors de son exil à Sainte-Hélène.  
L'article "le" est très important, parce qu'il montre le haut-rang et la pure race du cheval. Le Vizir porte toujours la marque des Écuries impériales, un N couronné sur la cuisse postérieure gauche. Il s'agit du seul cheval de l'empereur naturalisé connu à ce jour.  
À sa mort en 1826, après plusieurs années de service, sa dépouille marquée du sceau de l’Empereur est ramenée en Angleterre puis rendue à la France où elle passe près de 30 ans stockée dans le grenier du Louvre. En 1905, sa dépouille entre dans les collections du musée de l'Armée,.  
En juin 2016, le musée de l'Armée lance un appel aux dons pour la restauration complète de la dépouille : 26 000 euros sont récoltés. L'institution fait appel à deux experts en taxidermie, Yveline Huguet et Jack Thiney, afin de réaliser des restaurations, dépoussiérage mais également des radiographies. Radiographies qui ont permis d'observer qu'il n'y avait plus aucun os dans la dépouille, mais uniquement du bois, chanvre, clous, vis et tiges de fer.  
Après une restauration complète de plus d'un mois, il a retrouvé sa place d'origine dans une nouvelle vitrine au sein du département moderne (de Louis XIV à Napoléon III).

## Notes et références

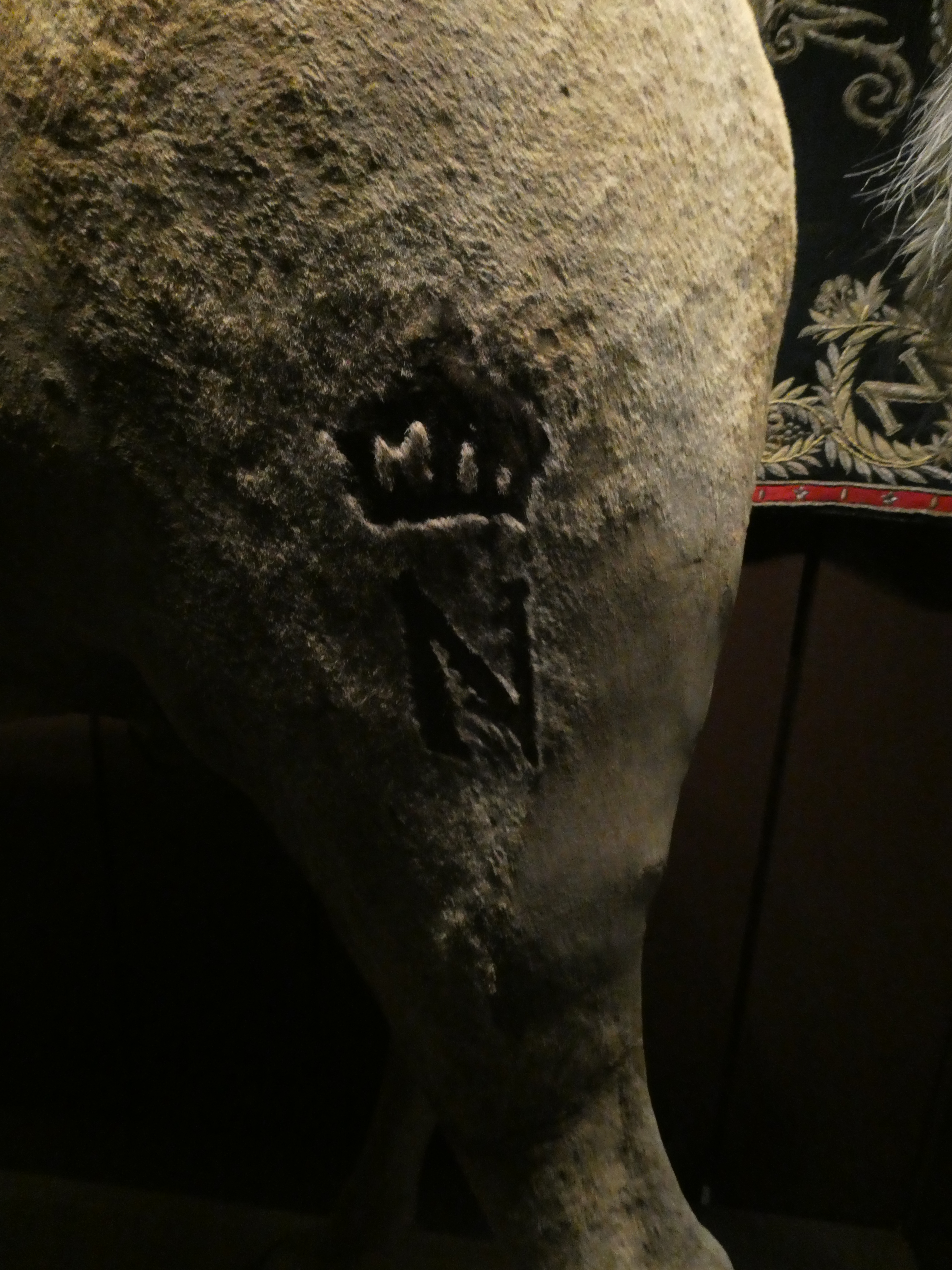
Monogramme de Napoléon sur la cuisse gauche du Vizir.